# Wierchnij Tagił
Wierchnij Tagił – miasto w Rosji, w obwodzie swierdłowskim. W 2010 roku liczyło 11 843 mieszkańców.